# 디터렌붓털쥐
디터렌붓털쥐 또는 오쿠산붓털쥐(Lophuromys dieterleni)는 쥐과 붓털쥐속에 속하는 설치류이다. 카메룬에서만 발견된다. 자연 서식지는 아열대 또는 열대 기후 지역의 습윤 저산대 숲이다